# Theodor Kleehaas

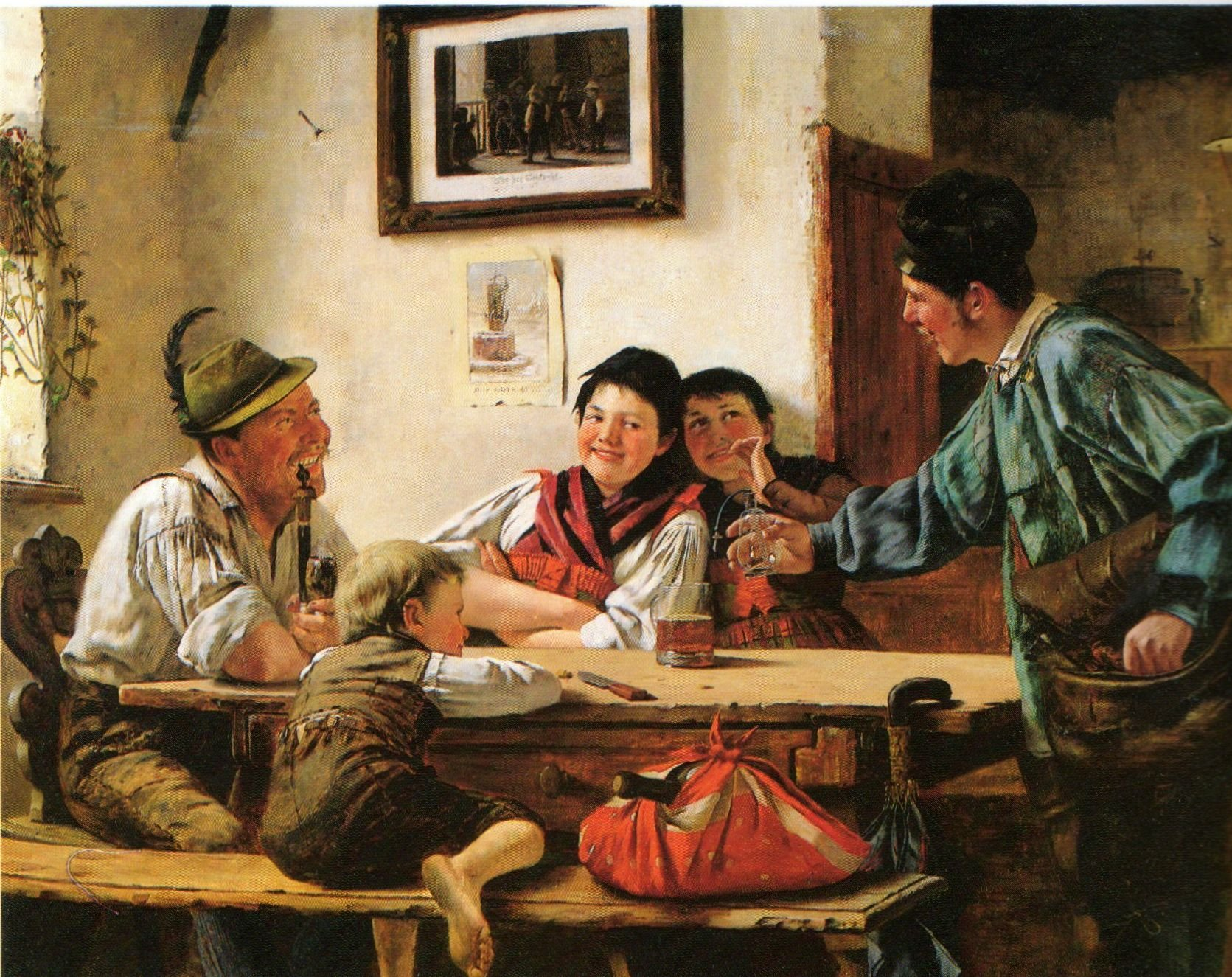
Der Parfümverkäufer

Theodor Kleehaas (* 9. oder 10. November 1854 in Germersheim; † 21. Januar 1929 in München) war ein deutscher Porträt- und Genremaler.

## Leben

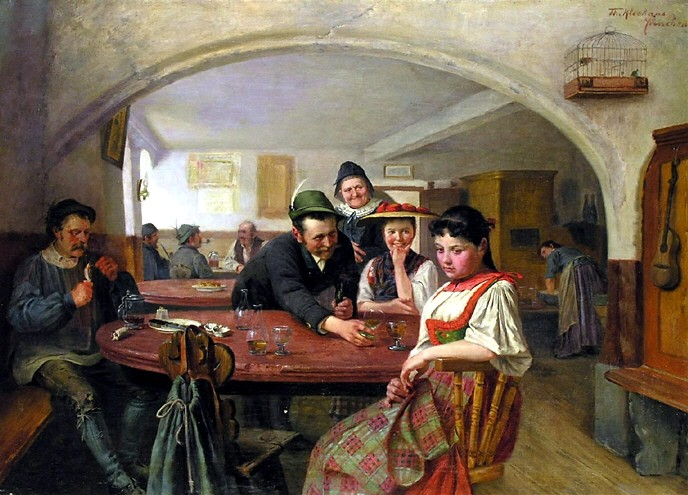
In der Wirtsstube

Der Kaufmannssohn Theodor Kleehaas wurde im Cooperschen Institut in New York im Zeichnen ausgebildet, ehe er 1879 an die Kunstakademie in München wechselte. Zu seinen dortigen Lehrern gehörten Alexander Strähuber, Gyula Benczúr und Alexander von Wagner. Ab 1889 stellte er regelmäßig im Münchner Glaspalast aus; 1893/94 beteiligte er sich an der Großen Berliner Kunstausstellung, 1897 erhielt er eine Silbermedaille für ein Werk, das im Londoner Kristallpalast gezeigt wurde.
Sein Atelier befand sich in der Schwindstraße 13 in München, wo er auch wohnte. Verheiratet war er mit Maria Anna, geb. Letz.
Kleehaas bereiste Italien, Frankreich und Belgien. Er blieb dem Stil der Münchner Genremalerei um 1880 treu und nahm nur wenige Anregungen aus dem Impressionismus auf. Englische und amerikanische Sammler kauften Werke von Kleehaas’ Hand; in dem Album Junges Blut, das bei Bruckmann in München herauskam, sind zwölf seiner Gemälde im Lichtdruck abgebildet.
Theodor Kleehaas wurde auf dem Alten Nördlichen Friedhof in München bestattet. Sein Grab befindet sich im Gräberfeld 9, Reihe 3.
Am 6. Januar 2019 wurde eine Folge der Sendung Lieb & Teuer des NDR ausgestrahlt, die von Janin Ullmann moderiert und in Schloss Reinbek gedreht wurde. Darin wurde mit der Gemälde-Expertin Beate Rhenisch ein Ölgemälde von Theodor Kleehaas besprochen, das möglicherweise eine Jahrmarktszene zeigt.